# 46. Międzynarodowy Festiwal Filmowy w Wenecji

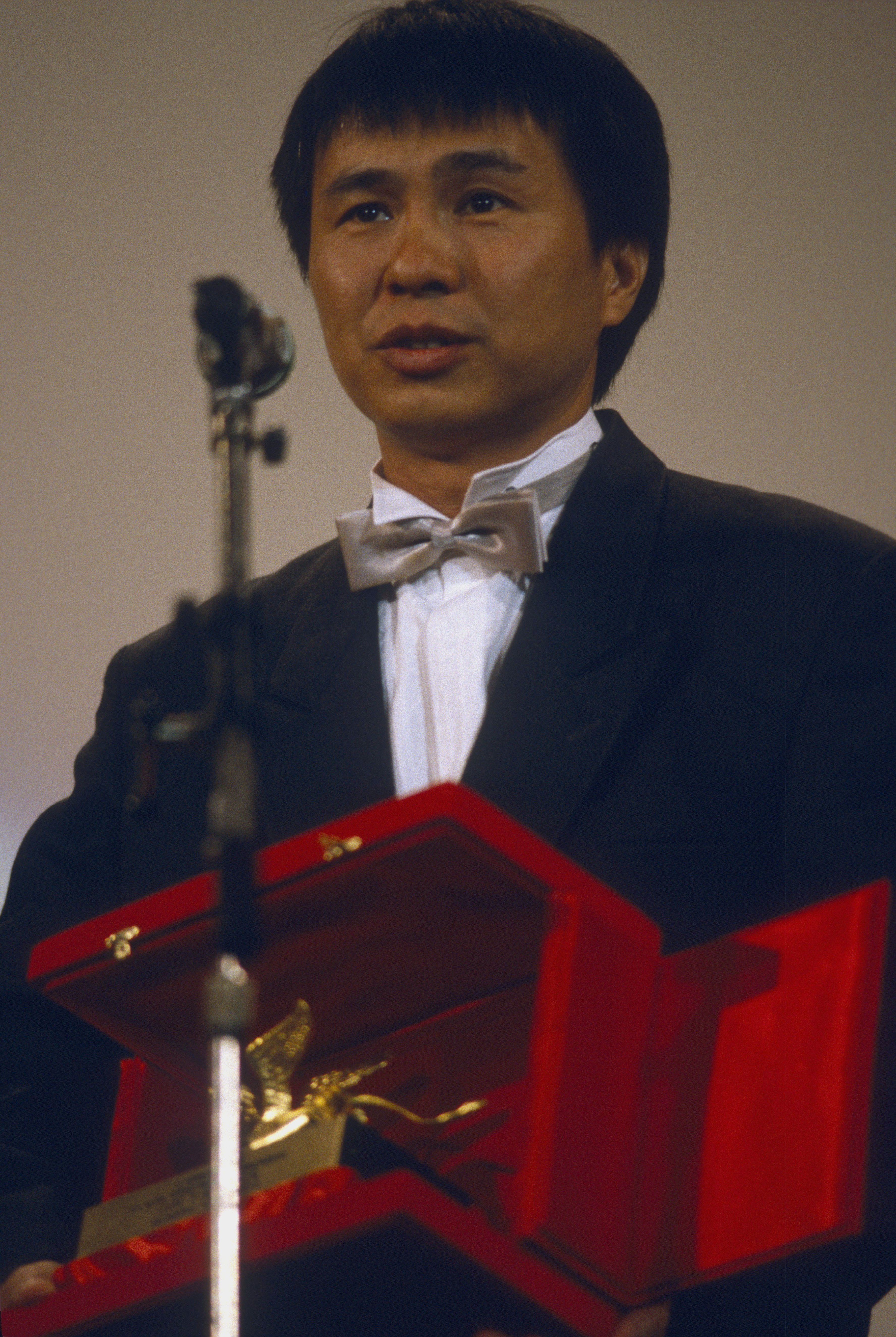
Hou Hsiao-hsien ze Złotym Lwem za film Miasto smutku.

46. Międzynarodowy Festiwal Filmowy w Wenecji odbył się w dniach 4–15 września 1989 roku.
Jury pod przewodnictwem rosyjskiego reżysera Andrieja Smirnowa przyznało nagrodę główną festiwalu, Złotego Lwa, tajwańskiemu filmowi Miasto smutku w reżyserii Hou Hsiao-hsiena. Drugą nagrodę w konkursie głównym, Nagrodę Specjalną Jury, przyznano francuskiemu filmowi I nastała jasność w reżyserii Otara Ioselianiego.
Honorowego Złotego Lwa za całokształt twórczości otrzymał francuski reżyser Robert Bresson.

## Członkowie jury

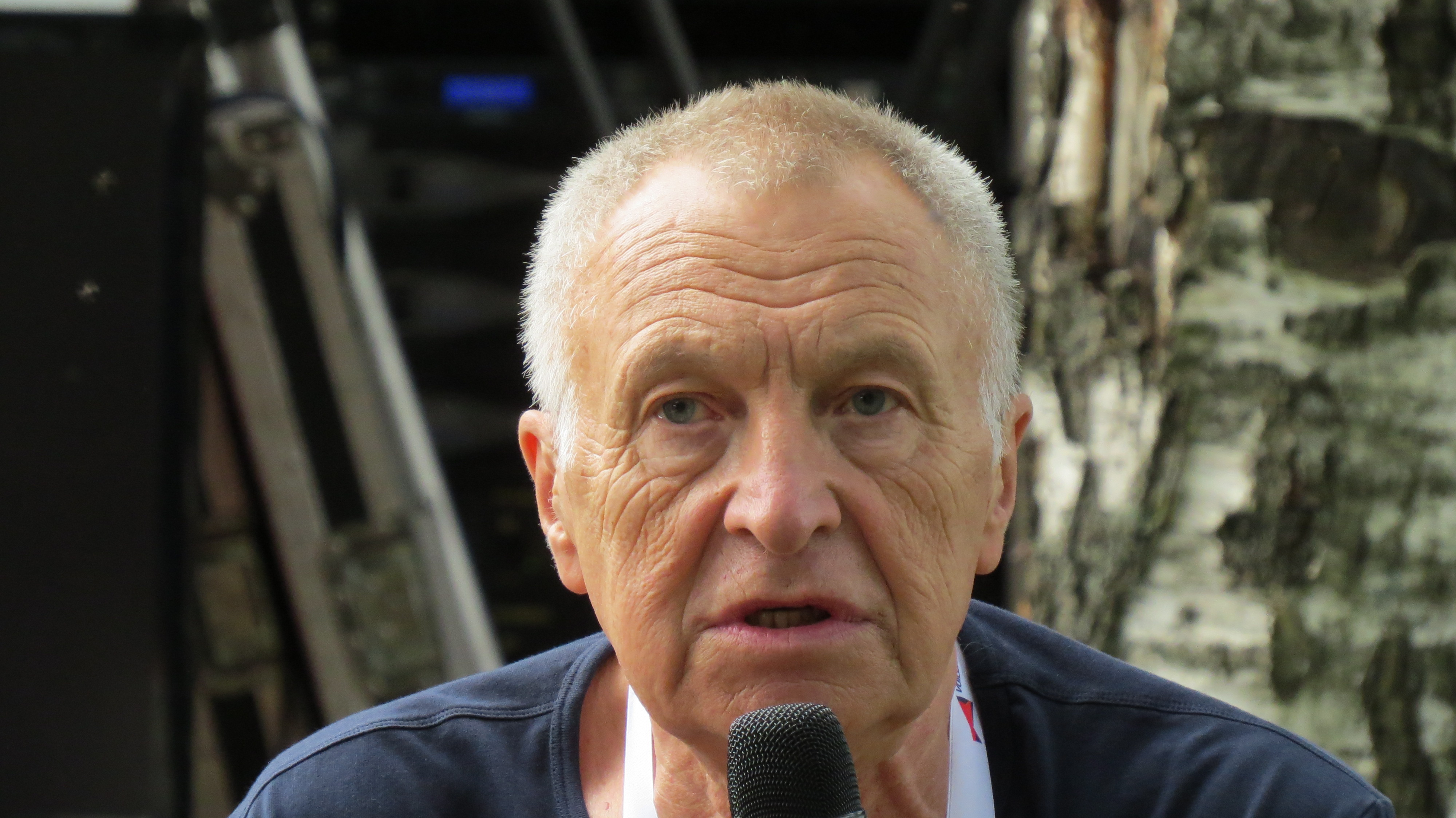
Przewodniczący jury konkursu głównego Andriej Smirnow

### Konkurs główny
- Andriej Smirnow, rosyjski reżyser − przewodniczący jury[3]
- Néstor Almendros, hiszpański operator filmowy
- Pupi Avati, włoski reżyser
- Klaus Maria Brandauer, austriacki aktor
- Urmila Gupta, dyrektorka MFF w Goa
- Danièle Heymann, francuska krytyczka filmowa
- Xie Jin, chiński reżyser
- Eleni Karaindrou, grecka kompozytorka
- John Landis, amerykański reżyser
- David Robinson, brytyjski krytyk filmowy